# Jiří Kozderka
Jiří Kozderka (26. dubna 1915 Královo Pole – 25. července 2010 Rožnov pod Radhoštěm) byl český operní pěvec (basbaryton). Jeho bratry byli skladatelé Ladislav Kozderka a Richard Kozderka.

## Život
Jako zpěvák účinkoval čtyřicet let při 4 000 představeních. Závěr života strávil v Rožnově pod Radhoštěm.